# Josep Tapiró Baró
Josep Tapiró i Baró (n. 7 februarie 1836, Reus, Catalonia, Spania – d. 4 octombrie 1913, Tanger, Maroc) a fost un pictor spaniol, cunoscut mai ales pentru portretele sale în acuarelă din Maroc.

## Biografie
Părinții lui dețineau un magazin de obiecte metalice. Ca și în cazul multor viitori artiști, el a manifestat o afinitate timpurie pentru desen. Primele sale studii formale au fost realizate în 1849 sub îndrumarea lui Domènec Soberano⁠(d), un comerciant local de vinuri și pictor amator. În 1853, el și colegul său, Marià Fortuny, au avut ocazia să expună la o expoziție organizată de Casino de Reus.
Mai târziu în acel an, el și Fortuny s-au înscris la Escola de la Llotja⁠(d), unde a studiat cu Claudi Lorenzale⁠(d), un pictor asociat, printre alții, cu mișcarea nazarineană germană. În acest moment, el a realizat în mare parte scene istorice și religioase.

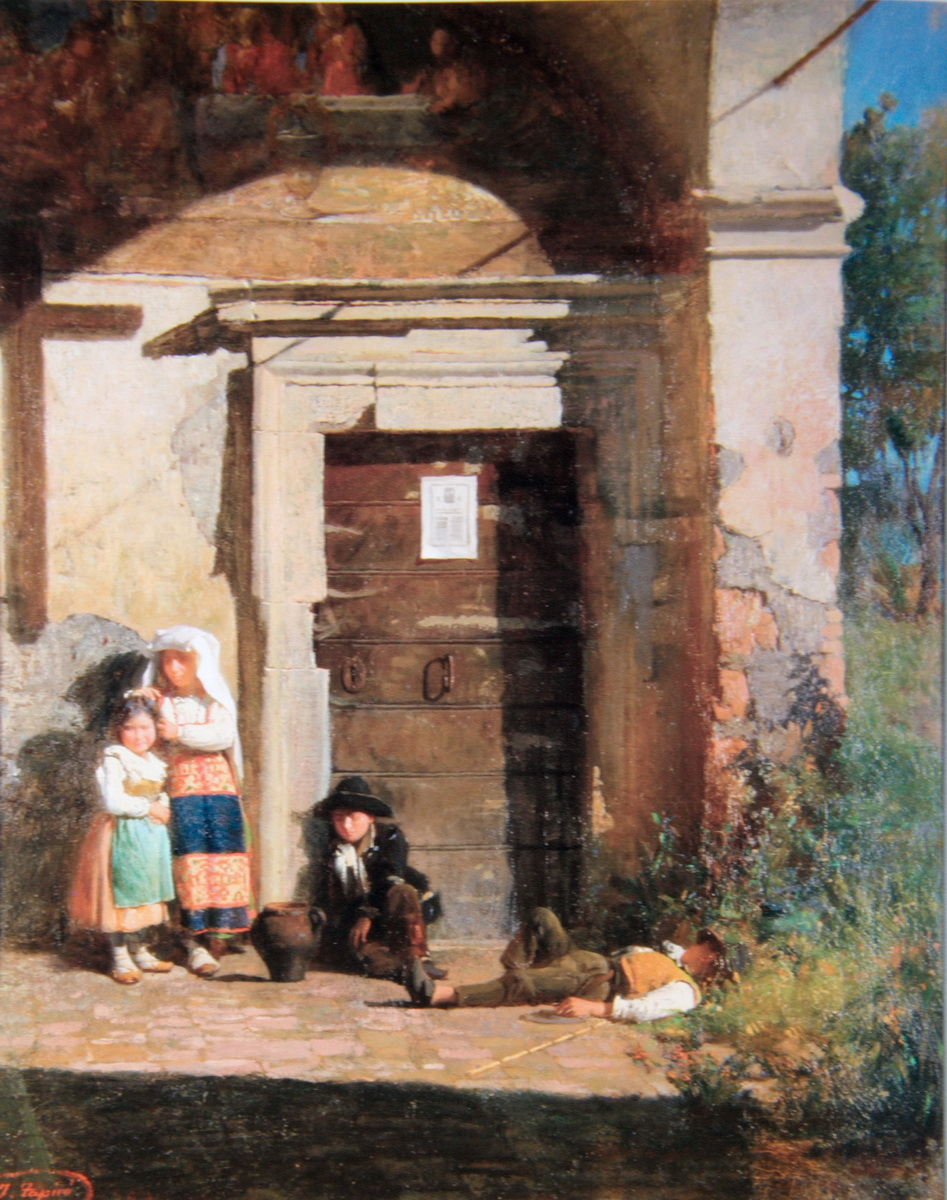
Copii sub pridvor, din timpul petrecut la Roma.

În 1857, lui, Fortuny și altora doi li s-a oferit ocazia să concureze pentru o bursă pentru a studia la Roma. Fortuny a fost ales și Tapiró s-a mutat la Madrid, unde s-a înscris la „Escuela Superior de Pintura y Grabado”, o filială a Real Academia de Bellas Artes de San Fernando. Instructorul său acolo a fost Federico de Madrazo. S-a întors la Barcelona în 1860 și a ajutat la decorarea fațadei Palau de la Generalitat de Catalunya.⁠(d)
În 1862, s-a alăturat prietenului său, Fortuny, la Roma și a fost prezentat în cercul său de cunoștințe artistice care se întâlnea la Antico Caffè Greco⁠(d). De asemenea, au vizitat Napoli și Florența împreună. Pe când era acolo, a urmat cursuri de seară pentru a învăța cum să picteze acuarele, iar lucrările sale au început să se concentreze mai mult pe teme de gen. Aceste lucrări au devenit foarte populare și i-au stabilit reputația.
În 1871, el, Fortuny și Bernardo Ferrándiz au efectuat o călătorie la Tanger. Acest lucru s-a dovedit a fi decisiv pentru cariera lui. În 1873, a susținut prima sa expoziție de picturi orientaliste la „Cercul Internațional de Artă din Roma”. Moartea subită a lui Fortuny în 1874 l-a afectat profund pe Tapiró și i-a determinat decizia de a părăsi Roma.

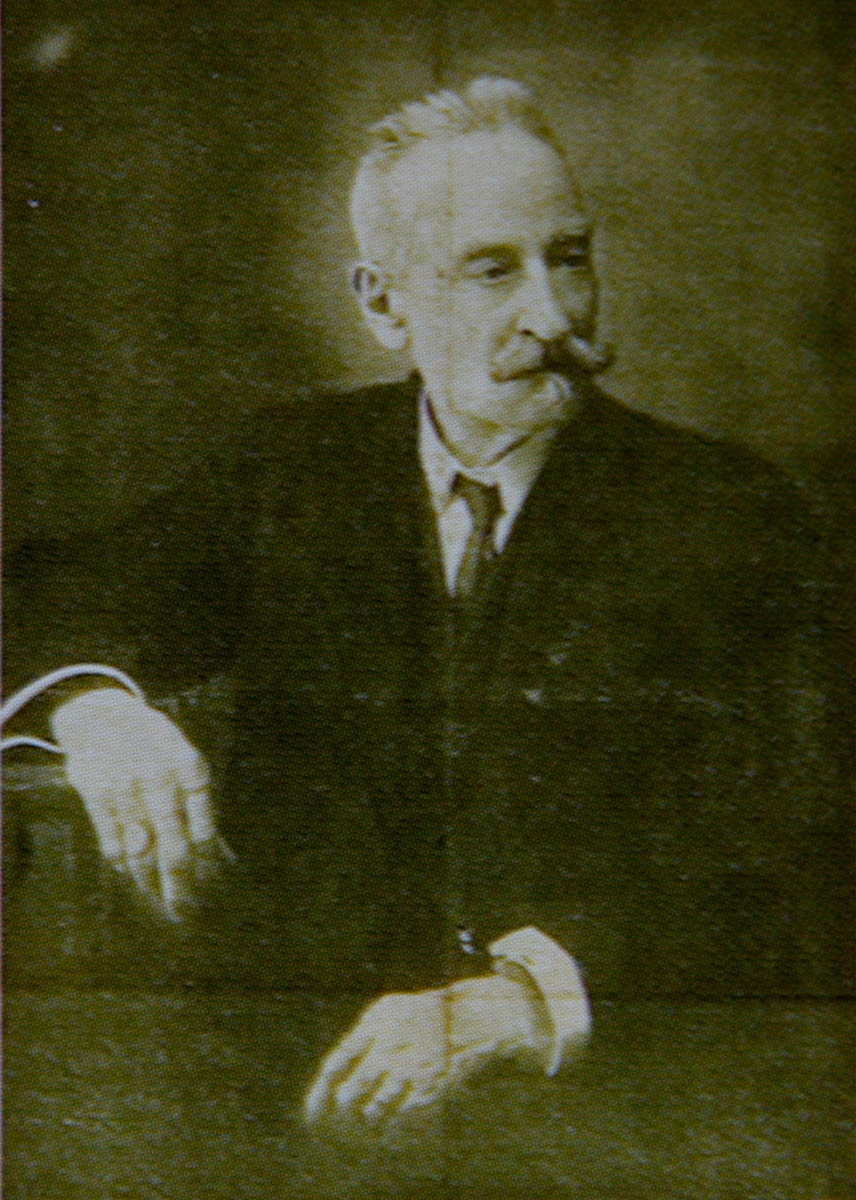
Fotografie publicată în El Porvenir, cu necrologul său.

### Viața în Tanger
În loc să rămână în Spania, amintirile sale din Tanger l-au determinat să se alăture unei misiuni diplomatice în drum spre întâlnirea cu sultanul Hassan I în 1876. Odată ajuns acolo, s-a mutat într-o casă nou construită lângă cartierul Medinei și mai târziu a achiziționat un teatru vechi pentru a-i servi drept studio. Deși a călătorit frecvent la expoziții (chiar și până la Sankt Petersburg și New York) și și-a petrecut verile alături familia la Reus, va locui în Tanger pentru tot restul vieții.
În 1886, s-a căsătorit cu Maria Manuela Valerega Cano, în vârstă de douăzeci de ani, originară din Tanger, de origine italiană. La scurt timp după aceea, o prietenă evreică a Mariei a murit și au adoptat fiul ei orfan.
În 1905, cariera sa a intrat în declin. A început să aibă probleme respiratorii și cardiovasculare din cauza unei infecții pulmonare pe care o contractase în 1903 și adesea nu avea suficientă energie pentru a lucra. Călătoriile pentru a-și promova picturile au devenit, de asemenea, foarte dificile. Situația a fost agravată de o scădere bruscă a numărului de vizitatori și turiști străini; cauzate de rebeliunea lui Bou Hmara⁠(d) și a incidentului Perdicaris . În 1907, el și soția sa au închiriat o casă în Madrid într-un ultim efort de a-și promova opera la o expoziție a Círculo de Bellas Artes⁠(d).
Problemele sale de sănătate au dus în cele din urmă la moartea sa. Executorul său a început o colectă pentru a acoperi costurile unui monument în cinstea sa, dar acesta nu a fost creat niciodată. Inițial, a fost înmormântat la Tanger, dar, în 1921, guvernul de la Reus a cerut să fie recunoscut în orașul natal. În 1947, rămășițele sale au fost mutate la Reus și reîngropate lângă prietenul său, Fortuny. Pe casa în care s-a născut a fost pusă o placă. În 2013, a avut loc o retrospectivă comună la Museu d'Art i Història de Reus și la Muzeul Național de Artă din Catalunya.

## Portrete marocane

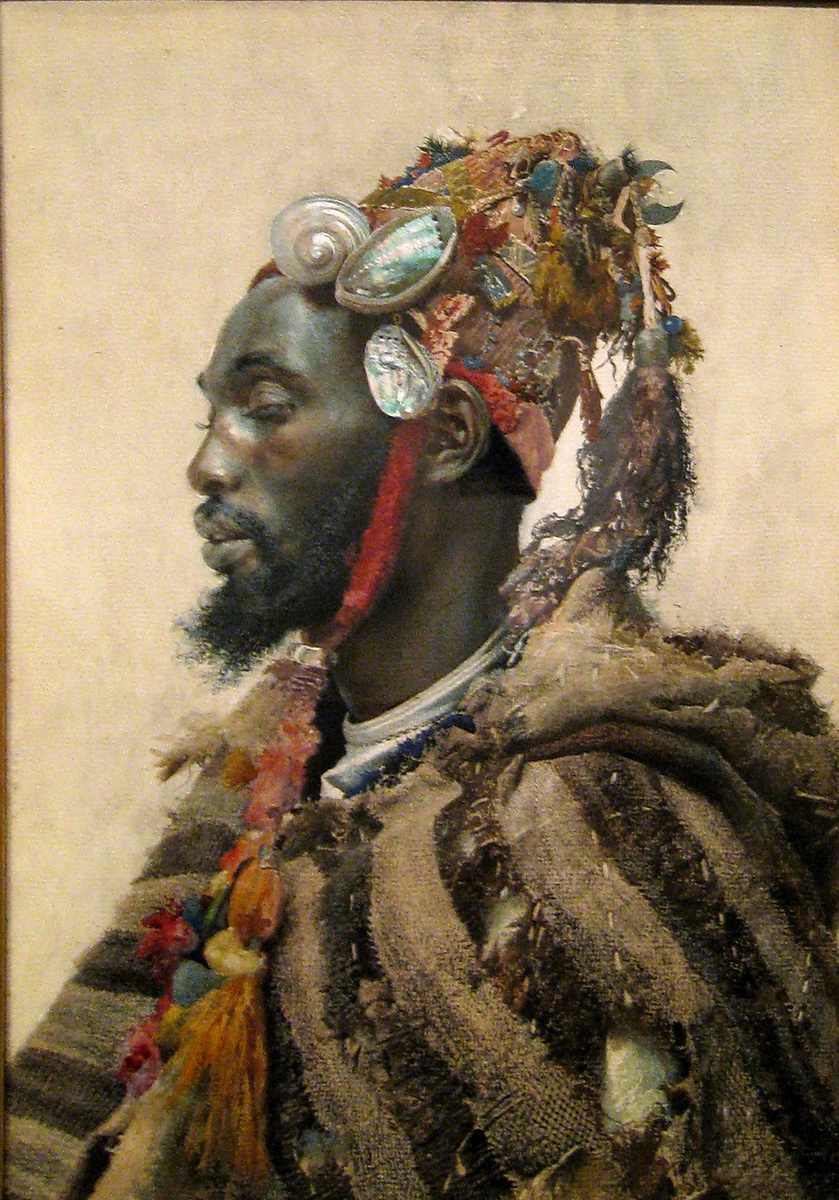
"Santon" (micul sfânt), un tip de predicator pe stradă
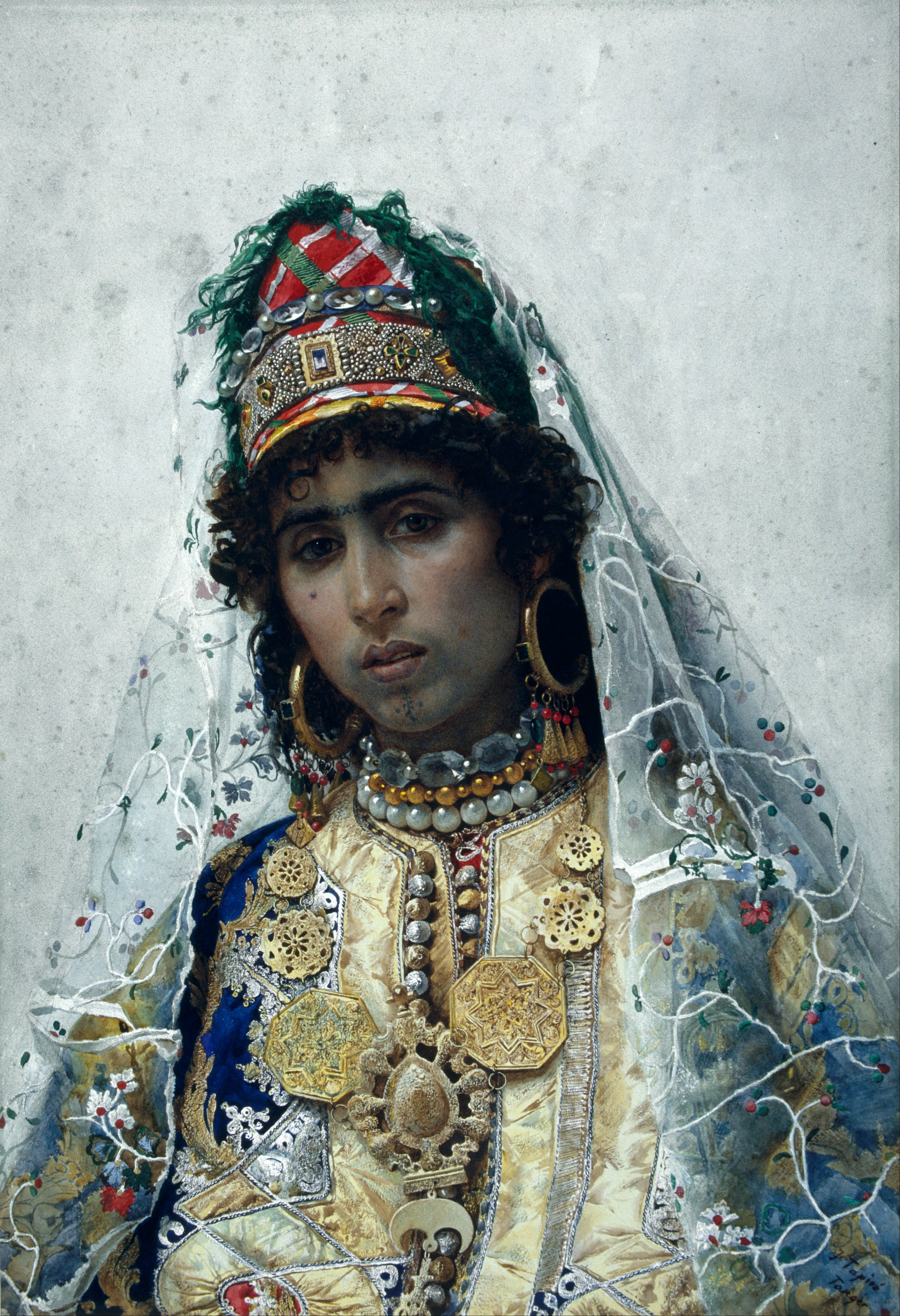
Mireasă berberă
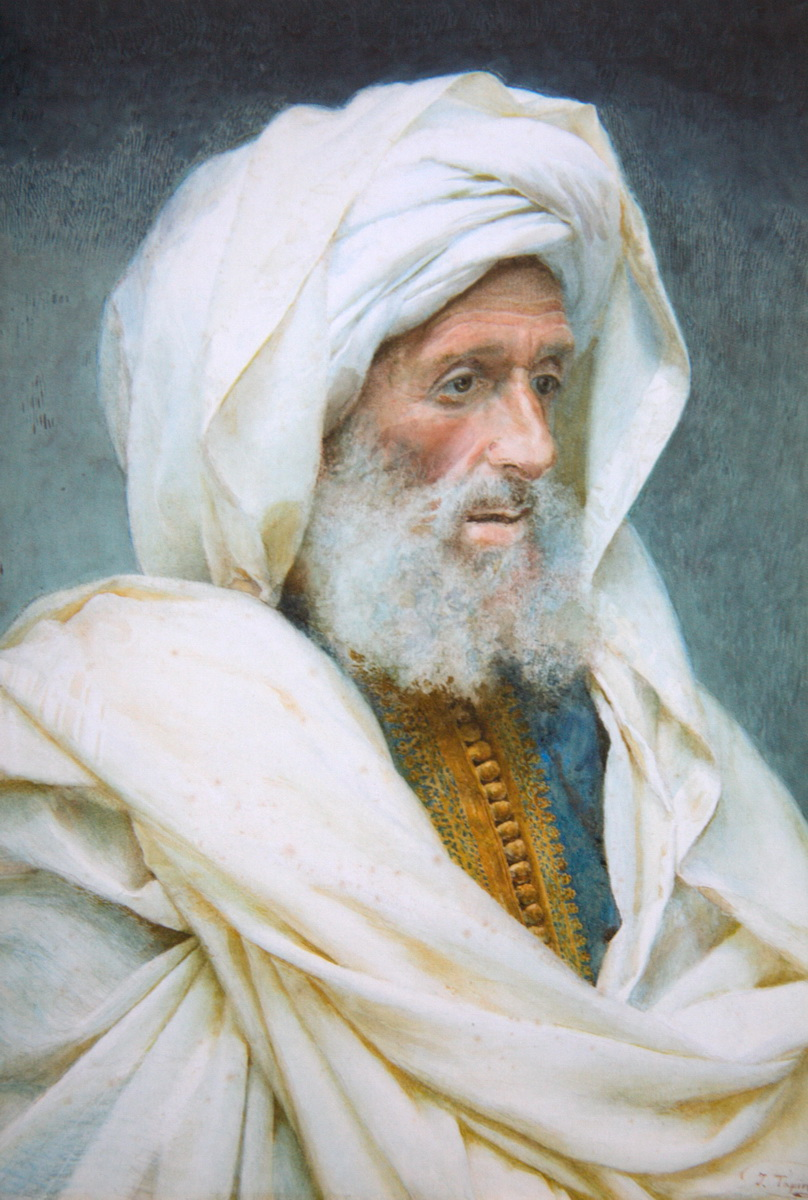
Sharif⁠(d)ul din Ouazzane
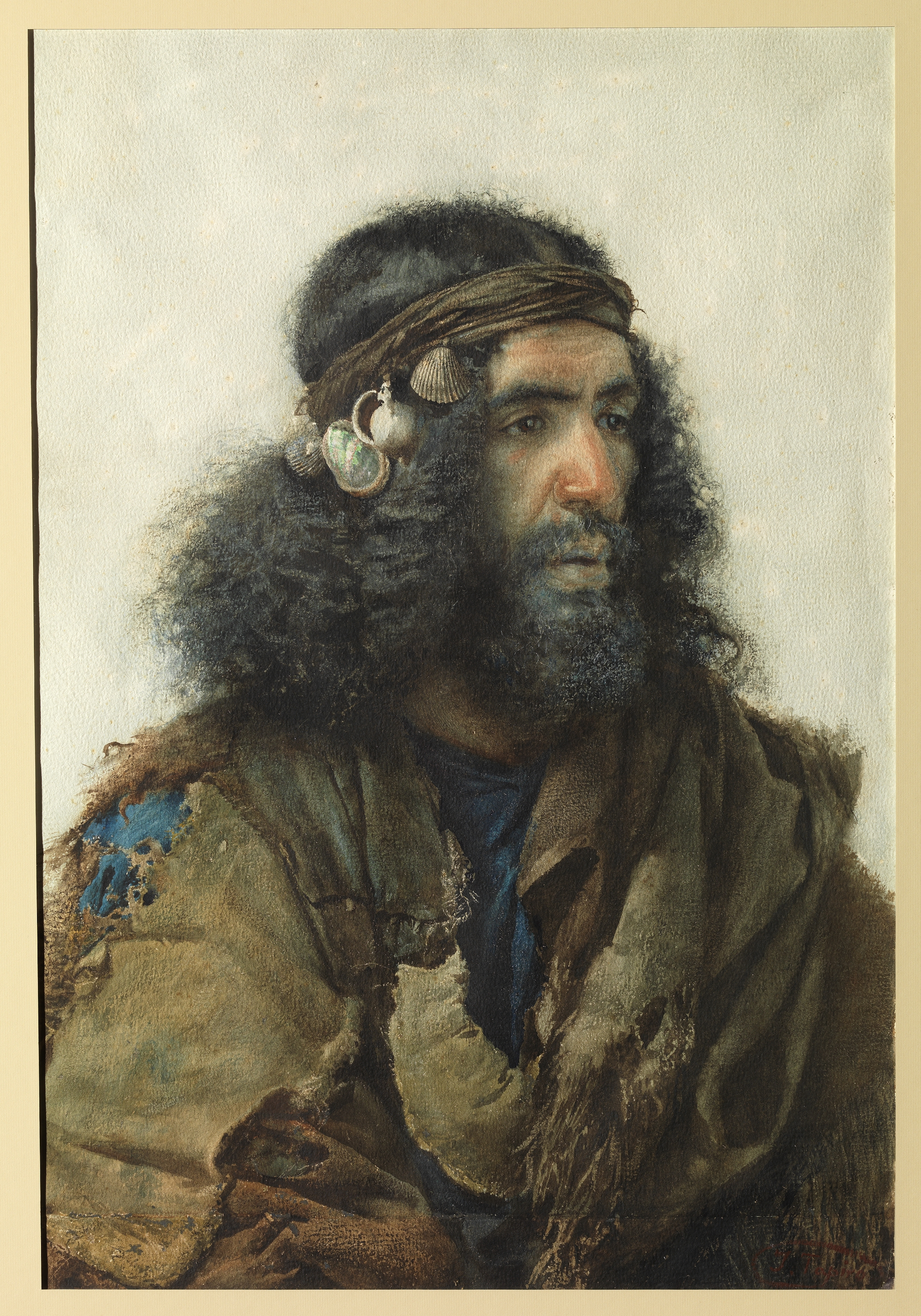
Un Faqih⁠(d) al sectei Darqawa⁠(d)
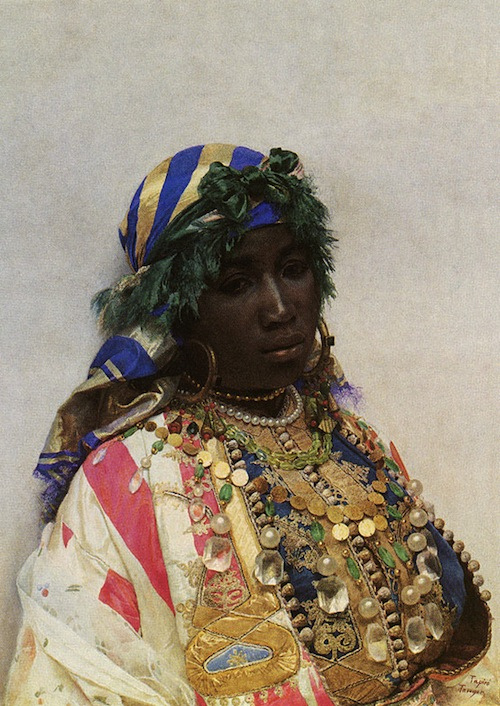
Femeie din Tanger, din colecția lui Malcolm Forbes⁠(d)